# فهرست فینال‌های جام حذفی فوتبال ایران

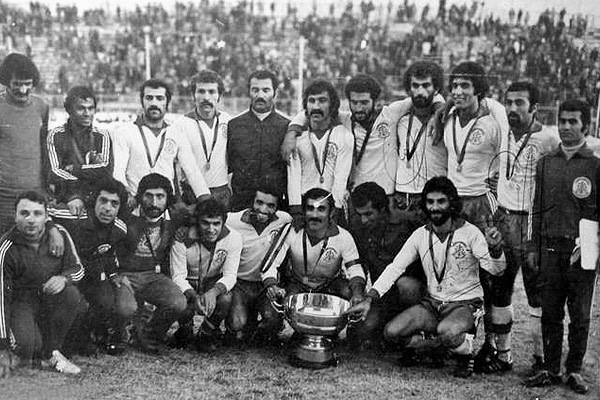
ملوان بندر انزلی قهرمان نخستین دوره جام حذفی در ۱۳۵۵

فینال‌های جام حذفی فوتبال ایران مسابقات فوتبالی هستند که برای تعیین قهرمان تیم جام حذفی فوتبال ایران برگزار می‌شوند. جام حذفی فوتبال ایران یک دوره مسابقات حذفی فوتبال است که در ایران و توسط فدراسیون فوتبال ایران برگزار می‌شود. نخستین فینال جام حذفی در ۳ دی ۱۳۵۵ به میزبانی ورزشگاه امجدیه تهران و بین تیم‌های ملوان و تراکتور برگزار شد و با پیروزی ملوان به پایان رسید. آخرین فینال جام حذفی بین استقلال تهران و ملوان برگزار شد. جام حذفی ایران  در سال ۱۳۵۵ با نام جام پهلوی آغاز شد ولی تنها دو دوره ( ۱۳۵۵—  ۵۷–۱۳۵۶ ) برگزار گردید. با انقلاب ۱۳۵۷ و در پی آن آغاز جنگ ایران و عراق و برگزاری مسابقات جام حذفی تا ۱۳۶۴ از دستور کار فدراسیون فوتبال کنار رفت. از فصل ۱۳۶۵ جام حذفی مجدداً برگزار شد و از آن زمان تا کنون با وجود وقفه‌های در سال‌های ۱۳۶۸، ۱۳۷۱ و ۷۷–۱۳۷۶ جام حذفی همواره برگزار شده‌است.

## رکورد
ملوان انزلی اولین پیروز دیدار پایانی و قهرمان جام حذفی فوتبال ایران ۱۳۵۵ است.
استقلال تهران  با ۱۵ بار راهیابی به فینال و ۸ قهرمانی رکوردار حضور در فینال جام حذفی است.
از ۳۸ فینال جام حذفی ۳۲ بازی با حضور ۳ تیم استقلال تهران(۱۵) پرسپولیس تهران  (۹) ملوان انزلی (۸) برگزار شده است.
ملوان انزلی با حضور در ۵ فینال ( ۱۳۶۵_  ۷۱–۱۳۷۰) رکورددار بیشترین حضور متوالی در جام حذفی ایران است.
بهمن صالح‌نیا مربی ملوان انزلی( ۵ ) بیشترین حضور در فینال جام حذفی را دارد. وی همچنین با( ۳) قهرمانی موفق ترین مربی در دیدارهای پایانی جام حذفی است. صالح نیا اولین مربی است که با ملوان قهرمان جام حذفی شده است.
رکورد بیشترین تعداد تماشاگر در فینالهای جام حذفی ایران دیدار استقلال تهران با پگاه گیلان در فصل  ۸۷–۱۳۸۶ با حضور  یکصد هزار نفر است.
موفق ترین تیم در تمامی فینالهای ادوار جام حذفی ایران  سپاهان اصفهان است. این تیم با پنج مقام قهرمانی در ۵ فینال رکوردار صد در صد پیروزی در این رقابتهاست و هیچ جامی را از دست نداده است.
پرگل‌ترین فینال جام حذفی دیدار شاهین اهواز مقابل ملوان انزلي است که در دو دیدار رفت و برگشت ۵ بر ۳ شاهین اهواز پیروز شد. مسابقه رفت را ملوان ۳ بر یک به سود خود خاتمه داد ولی بازی برگشت را شاهین ۴ بر صفر برنده شد.
اولین فینالی که ضربات پنالتی قهرمان را تعیین کرد به جام حذفی ۱۳۶۹ بازمی‌گردد که دو تیم  استقلال تهران  و ملوان انزلی بعد از ۱۲۰ دقیقه تلاش به تساوی بدون گل دست یافتند و در ضربات پنالتی ملوان ۶ بر ۵ پیروز شد و برای سومین بار قهرمان ایران شد.

## فهرست فینال‌ها

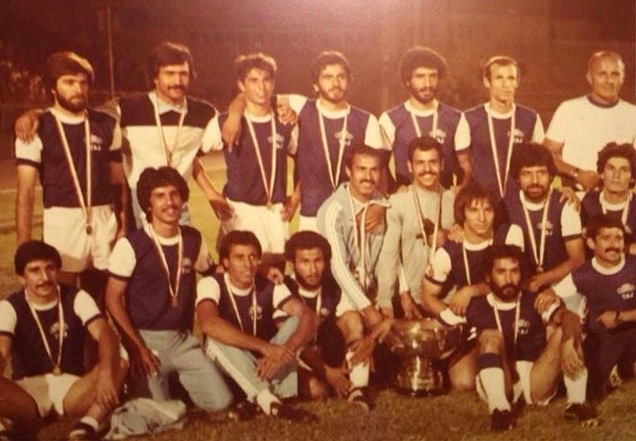
تاج قهرمان ۵۷–۱۳۵۶

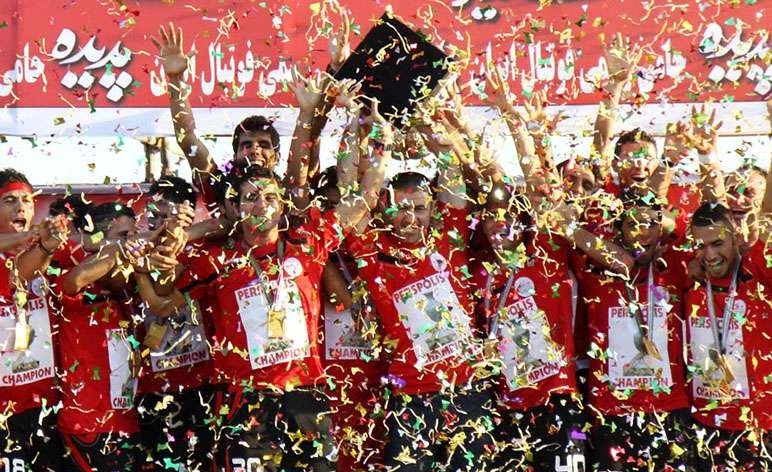
پرسپولیس قهرمان ۹۰–۱۳۸۹

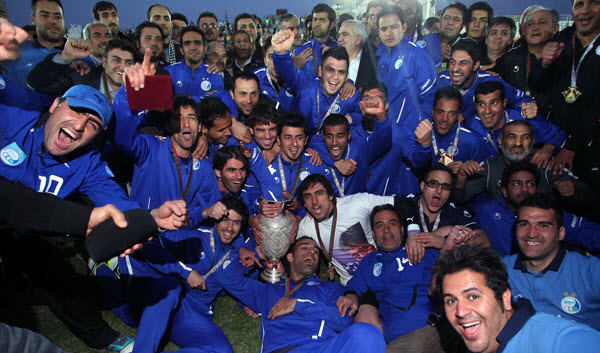
استقلال قهرمان ۹۱–۱۳۹۰

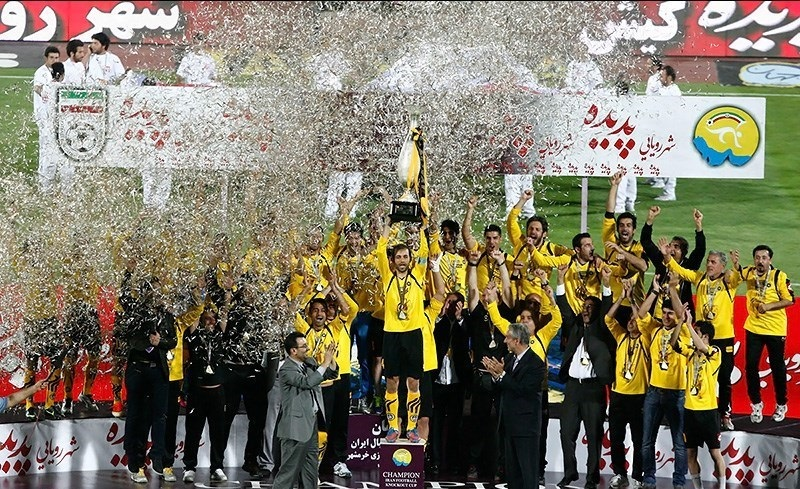
سپاهان قهرمان ۹۲–۱۳۹۱

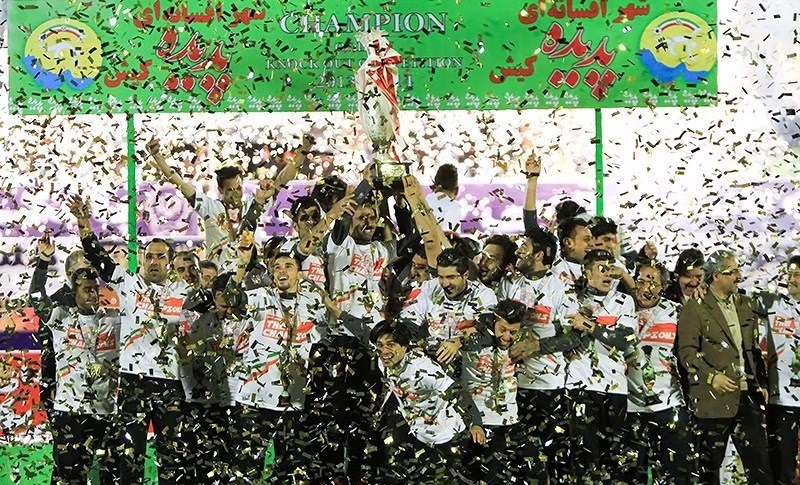
تراکتور قهرمان ۹۳–۱۳۹۲

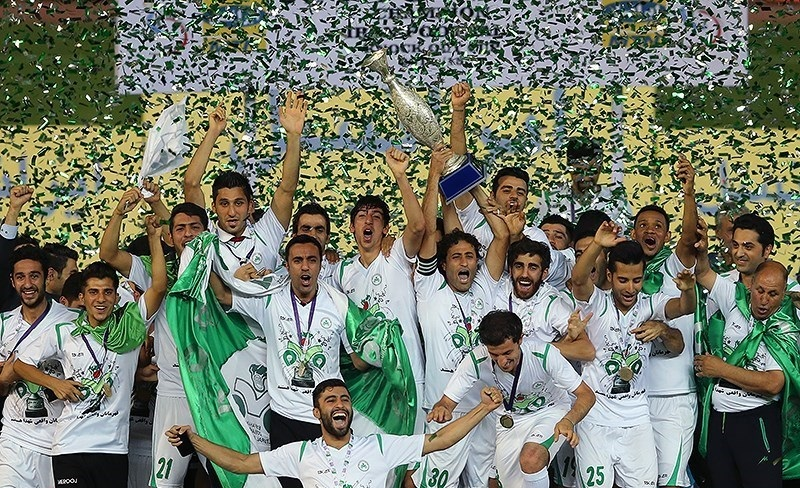
ذوب‌آهن قهرمان ۹۴–۱۳۹۳

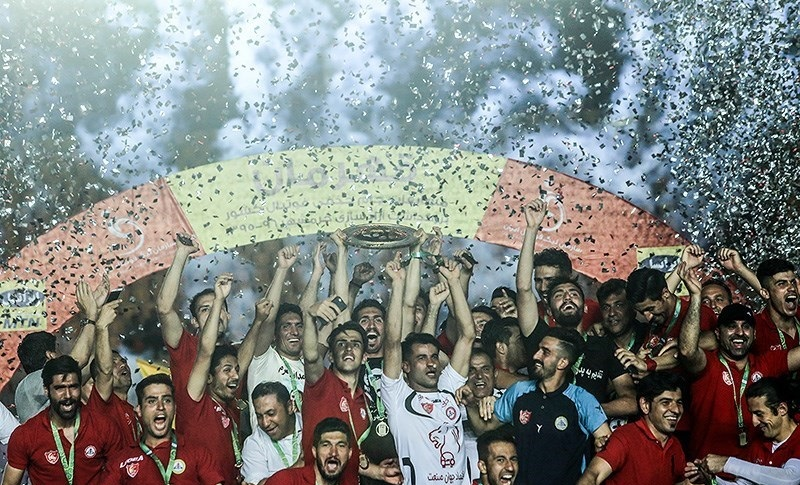
نفت تهران قهرمان ۹۶–۱۳۹۵

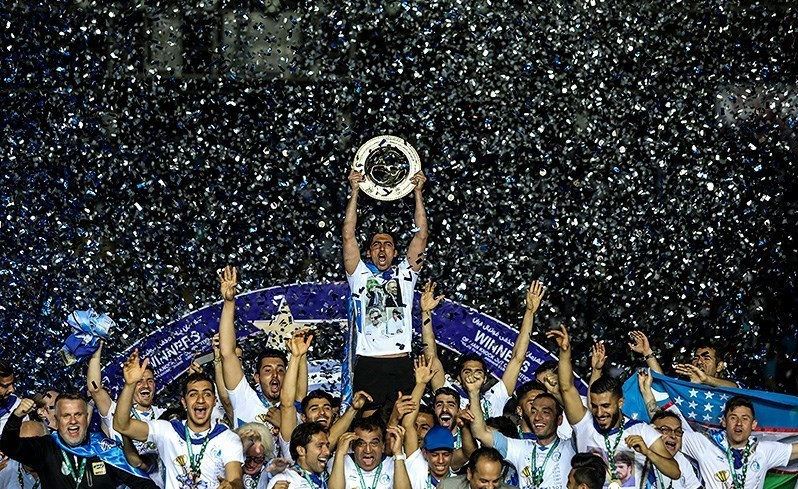
استقلال قهرمان ۹۷–۱۳۹۶

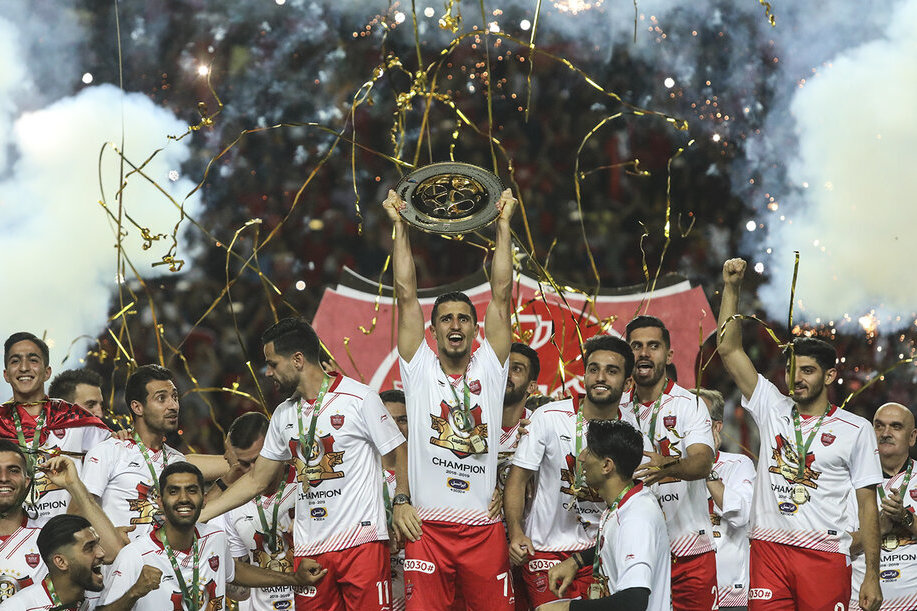
پرسپولیس قهرمان ۹۸–۱۳۹۷

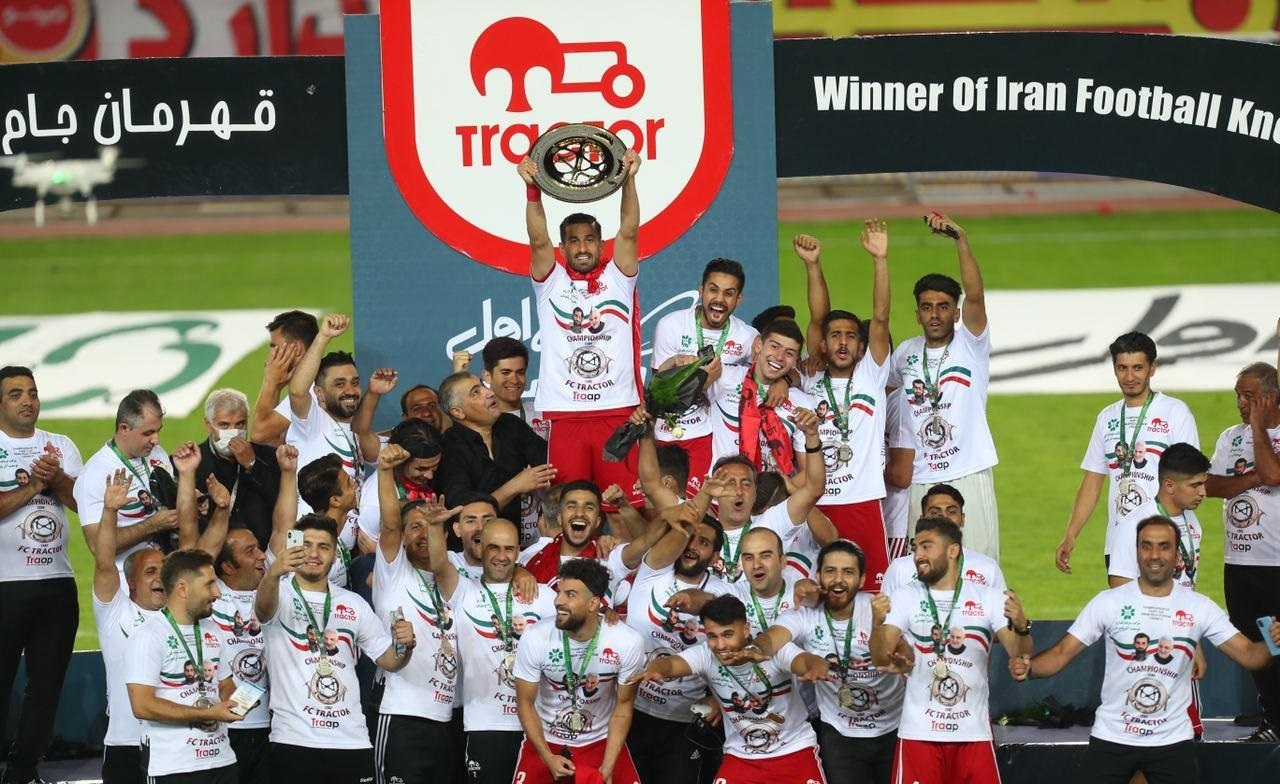
تراکتور قهرمان ۹۹–۱۳۹۸

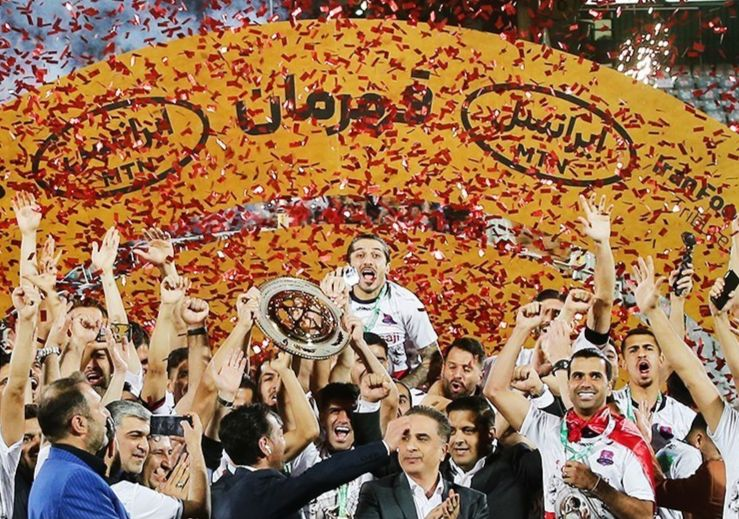
نساجی قهرمان ۱۴۰۱–۱۴۰۰

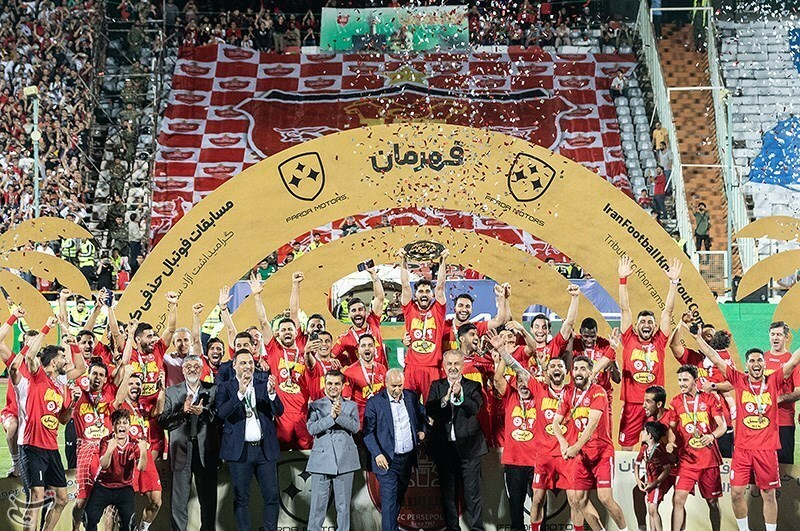
پرسپولیس قهرمان ۰۲–۱۴۰۱

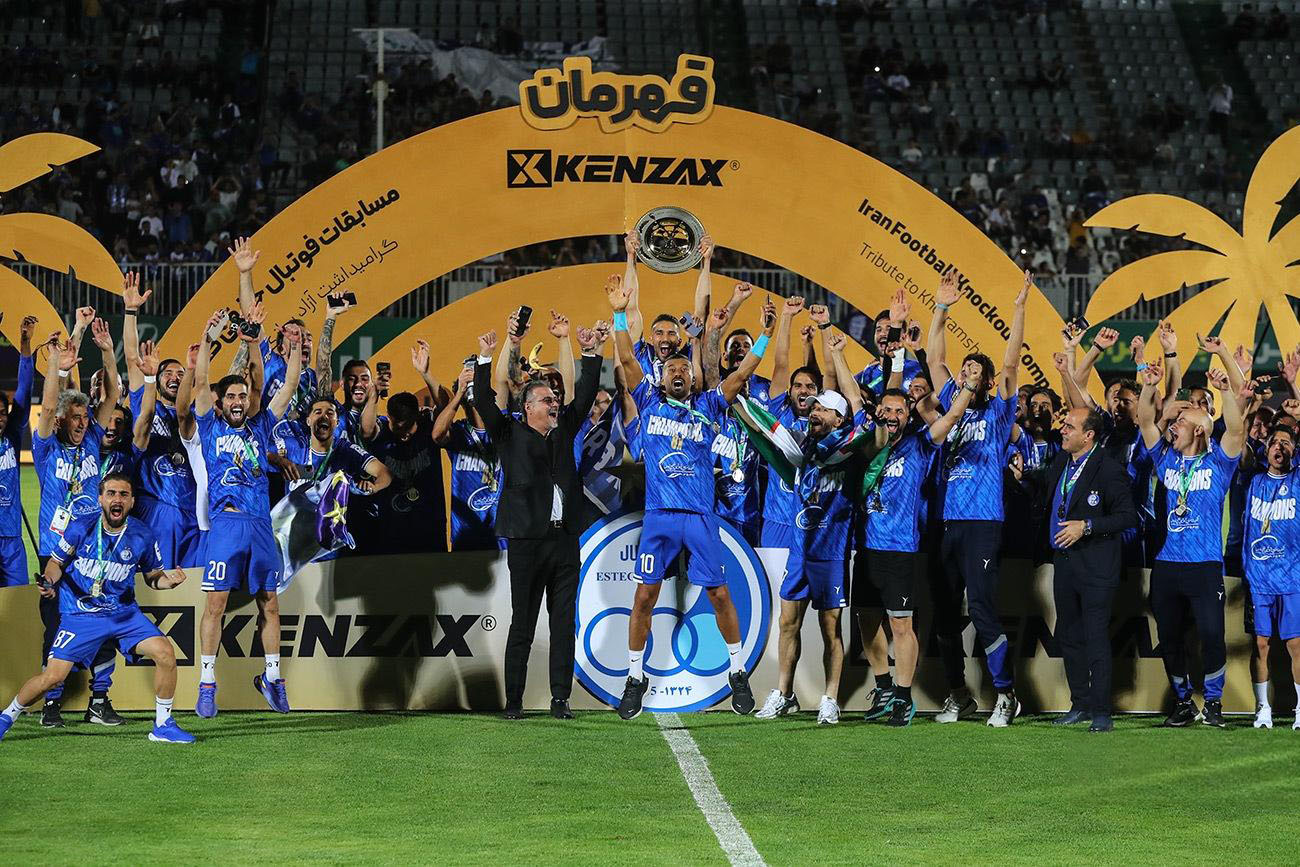
استقلال قهرمان ۰۴–۱۴۰۳

| دوره | فصل     | قهرمان             | نتیجه                        | نایب‌قهرمان         |
| ---- | ------- | ------------------ | ---------------------------- | ------------------ |
| ۱    | ۱۳۵۵    | ملوان انزلی        | ۴–۱                          | تراکتور سازی تبریز |
| ۲    | ۵۷–۱۳۵۶ | تاج تهران          | ۲–۰                          | همای تهران         |
| –    | ۱۳۵۷−۶۵ | برگزار نشد         | برگزار نشد                   | برگزار نشد         |
| ۳    | ۱۳۶۵    | ملوان انزلی        | ۲–۰                          | خیبر خرم‌آباد       |
| ۴    | ۱۳۶۶    | پرسپولیس تهران     | ۱–۰ (۱–۰) (۰–۰)              | ملوان انزلی        |
| ۵    | ۱۳۶۷−۶۸ | شاهین اهواز        | ۵–۳ (۱–۳) (۴–۰)              | ملوان انزلی        |
| –    | ۱۳۶۸−۶۹ | برگزار نشد         | برگزار نشد                   | برگزار نشد         |
| ۶    | ۱۳۶۹    | ملوان انزلی        | ۰–۰ ضربات پنالتی (۶–۵)       | استقلال تهران      |
| ۷    | ۱۳۷۰−۷۱ | پرسپولیس تهران     | ۲–۱                          | ملوان انزلی        |
| –    | ۱۳۷۱−۷۲ | برگزار نشد         | برگزار نشد                   | برگزار نشد         |
| ۸    | ۱۳۷۲    | سایپای تهران       | ۱–۱ (۰–۰) (۱–۱)              | جنوب اهواز         |
| ۹    | ۱۳۷۳    | بهمن کرج           | ۲–۱ (۰–۱) (۲–۰)              | تراکتور            |
| ۱۰   | ۱۳۷۴−۷۵ | استقلال تهران      | ۵–۱ (۳–۱) (۲–۰)              | برق شیراز          |
| ۱۱   | ۱۳۷۵−۷۶ | برق شیراز          | ۳–۰ ضربات پنالتی (۳–۳)       | بهمن کرج           |
| –    | ۱۳۷۶−۷۷ | برگزار نشد         | برگزار نشد                   | برگزار نشد         |
| ۱۲   | ۱۳۷۷−۷۸ | پرسپولیس تهران     | ۲–۱                          | استقلال تهران      |
| ۱۳   | ۱۳۷۸−۷۹ | استقلال تهران      | ۳–۱                          | بهمن کرج           |
| ۱۴   | ۱۳۷۹−۸۰ | فجر سپاسی شیراز    | ۳–۱ (۲–۱) (۱–۰)              | ذوب‌آهن اصفهان      |
| ۱۵   | ۱۳۸۰−۸۱ | استقلال تهران      | ۴–۳ (۲–۱) (۲–۲)              | فجر سپاسی شیراز    |
| ۱۶   | ۱۳۸۱−۸۲ | ذوب‌آهن اصفهان      | ۶–۵ ضربات پنالتی (۲–۲) (۲–۲) | فجر سپاسی شیراز    |
| ۱۷   | ۱۳۸۲−۸۳ | سپاهان اصفهان      | ۵–۲ (۳–۲) (۲–۰)              | استقلال تهران      |
| ۱۸   | ۱۳۸۳−۸۴ | صبا باتری تهران    | ۴–۲ ضربات پنالتی (۱–۱) (۱–۱) | ابومسلم مشهد       |
| ۱۹   | ۱۳۸۴−۸۵ | سپاهان اصفهان      | ۴–۲ ضربات پنالتی (۱–۱) (۱–۱) | پرسپولیس تهران     |
| ۲۰   | ۱۳۸۵−۸۶ | سپاهان اصفهان      | ۴–۰ (۱–۰) (۳–۰)              | صبا باتری تهران    |
| ۲۱   | ۱۳۸۶−۸۷ | استقلال تهران      | ۳–۱ (۰–۱) (۳–۰)              | پگاه گیلان (داماش) |
| ۲۲   | ۱۳۸۷−۸۸ | ذوب‌آهن اصفهان      | ۵–۲ (۰–۱) (۵–۱)              | راه‌آهن تهران       |
| ۲۳   | ۱۳۸۸−۸۹ | پرسپولیس           | ۴–۱ (۱–۰) (۳–۱)              | گسترش فولاد تبریز  |
| ۲۴   | ۱۳۸۹−۹۰ | پرسپولیس           | ۴–۳ (۴–۲) (۰–۱)              | ملوان انزلی        |
| ۲۵   | ۱۳۹۰−۹۱ | استقلال تهران      | ۴–۱ ضربات پنالتی (۰–۰)       | شاهین بوشهر        |
| ۲۶   | ۱۳۹۱−۹۲ | سپاهان اصفهان      | ۴–۲ ضربات پنالتی (۲–۲)       | پرسپولیس           |
| ۲۷   | ۱۳۹۲−۹۳ | تراکتور سازی تبریز | ۱–۰                          | مس کرمان           |
| ۲۸   | ۱۳۹۳−۹۴ | ذوب‌آهن اصفهان      | ۳–۱                          | نفت تهران          |
| ۲۹   | ۱۳۹۴−۹۵ | ذوب‌آهن اصفهان      | ۱–۱ ضربات پنالتی (۵–۴)       | استقلال تهران      |
| ۳۰   | ۱۳۹۵−۹۶ | نفت تهران          | ۱–۰                          | تراکتور سازی تبریز |
| ۳۱   | ۱۳۹۶−۹۷ | استقلال تهران      | ۱–۰                          | خونه به خونه بابل  |
| ۳۲   | ۱۳۹۷−۹۸ | پرسپولیس           | ۱–۰                          | داماش گیلان        |
| ۳۳   | ۹۹–۱۳۹۸ | تراکتور            | ۳–۲                          | استقلال تهران      |
| ۳۴   | ۰۰–۱۳۹۹ | فولاد خوزستان      | ۰–۰ ضربات پنالتی (۴–۲)       | استقلال تهران      |
| ۳۵   | ۰۱–۱۴۰۰ | نساجی مازندران     | ۱–۰                          | آلومینیوم اراک     |
| ۳۶   | ۰۲–۱۴۰۱ | پرسپولیس تهران     | ۲–۱ (وقت اضافه)              | استقلال تهران      |
| ۳۷   | ۰۳–۱۴۰۲ | سپاهان اصفهان      | ۲–۰                          | مس رفسنجان         |
| ۳۸   | ۰۴–۱۴۰۳ | استقلال تهران      | ۱–۰(وقت اضافه)               | ملوان بندر انزلی   |